# Chiare, fresche et dolci acque

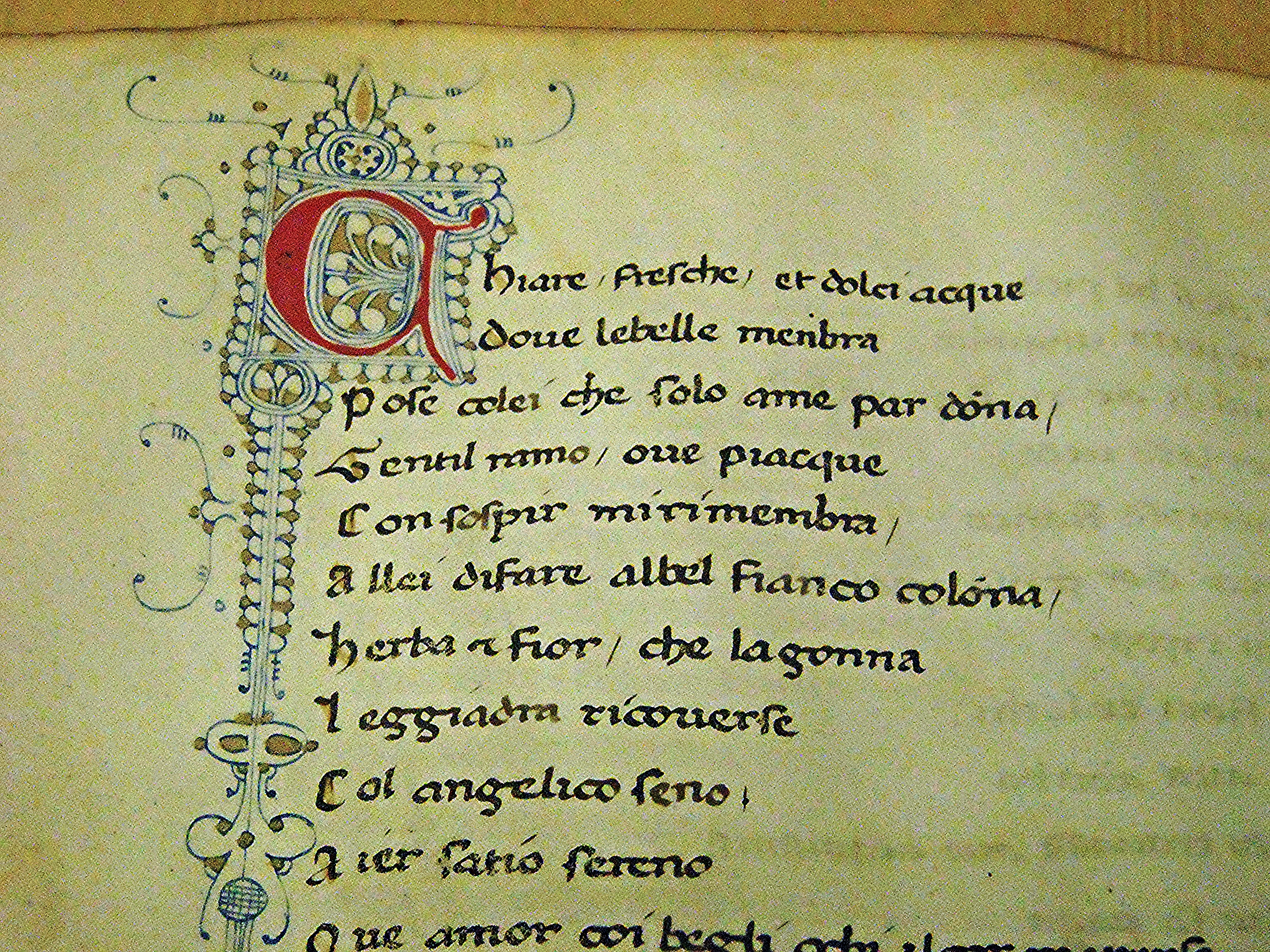
Manoscritto del Canzoniere, datato 1419, con le prime strofe di - Chiare, fresche et dolci acque

Chiare, fresche et dolci acque è la lirica CXXVI (126) e quattordicesima canzone contenuta nel Canzoniere di Francesco Petrarca.
Scritto tra il 1340 e il 1341, e il poeta fu ispirato, molto probabilmente, dalla Fonte di Valchiusa, dove nasce il fiume Sorgue, che scorre nei pressi dell'attuale comune francese di Fontaine-de-Vaucluse.
Il componimento esplora i temi dell’amore, la natura e la condizione umana, appartenendo alla fase della lirica amorosa petrarchesca, in cui il poeta, dopo la morte di Laura, la donna di cui è innamorato, vive una nostalgia intensa e struggente. L’opera si colloca in un contesto stilnovistico, ma introducendo anche elementi tipici della poesia sviluppata in seguito dallo stesso Petrarca, in cui il paesaggio descritto nella poesia non è solo un ambiente fisico, ma diventa una proiezione simbolica dello stato d’animo dell'autore. 
Il messaggio principale è la celebrazione di un amore idealizzato e inaccessibile, che sopravvive anche dopo la morte della persona amata. La natura viene resa testimone e custode di un sentimento puro e assoluto, travalicando il tempo e la dimensione terrena. II ricordo viene presentato come aiuto per ricreare con le parole la felicità perduta. Tuttavia, il dolore emerge, rendendo il componimento una meditazione sulla caducità della vita e sulla sofferenza amorosa.

## Testo
Chiare, fresche et dolci acque,

ove le belle membra

pose colei che sola a me par donna;

gentil ramo ove piacque

(con sospir’ mi rimembra)

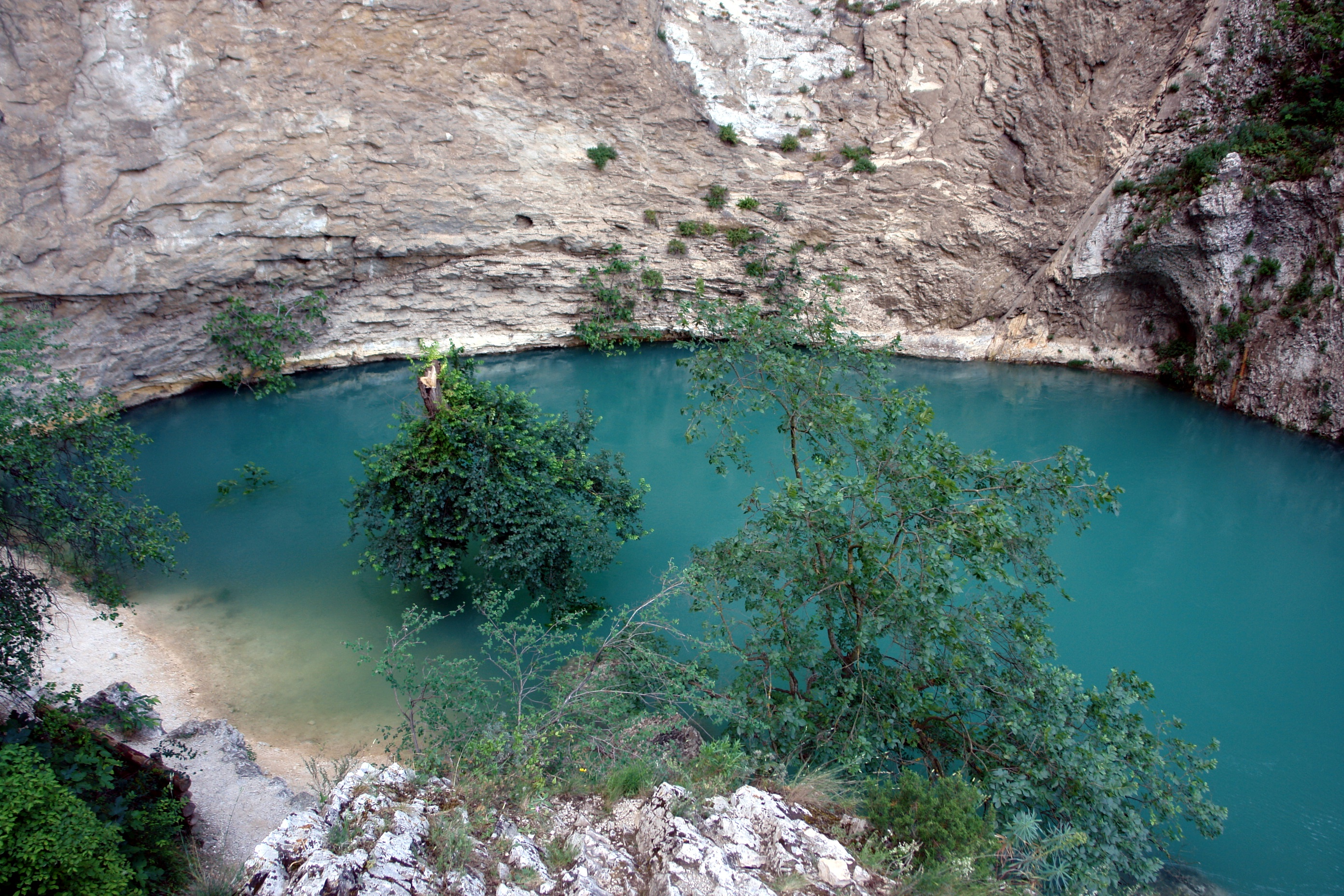
La sorgente del fiume Sorga, nel Comune di Fontaine-de-Vaucluse in Provenza

a lei di fare al bel fiancho colonna;

herba et fior’ che la gonna

leggiadra ricoverse

co l’angelico seno;

aere sacro, sereno,

ove Amor co’ begli occhi il cor m’aperse:

date udïenzia insieme

a le dolenti mie parole estreme.

S’egli è pur mio destino,

e ’l cielo in ciò s’adopra,

ch’Amor quest’occhi lagrimando chiuda,

qualche gratia il meschino

corpo fra voi ricopra,

e torni l’alma al proprio albergo ignuda.

La morte fia men cruda

se questa spene porto

a quel dubbioso passo:

ché lo spirito lasso

non poria mai in più riposato porto

né in più tranquilla fossa

fuggir la carne travagliata et l’ossa.

Tempo verrà anchor forse

ch’a l’usato soggiorno

torni la fera bella et mansüeta,

et là ’v’ella mi scorse

nel benedetto giorno,

volga la vista disïosa et lieta,

cercandomi: et, o pieta!,

già terra in fra le pietre

vedendo, Amor l’inspiri

in guisa che sospiri

sì dolcemente che mercé m’impetre,

et faccia forza al cielo,

asciugandosi gli occhi col bel velo.

Da’ be’ rami scendea

(dolce ne la memoria)

una pioggia di fior’ sovra ’l suo grembo;

et ella si sedea

humile in tanta gloria,

coverta già de l’amoroso nembo.

Qual fior cadea sul lembo,

qual su le treccie bionde,

ch’oro forbito et perle

eran quel dì a vederle;

qual si posava in terra, et qual su l’onde;

qual con un vago errore

girando parea dir: Qui regna Amore.

Quante volte diss’io

allor pien di spavento:

Costei per fermo nacque in paradiso.

Così carco d’oblio

il divin portamento

e ’l volto e le parole e ’l dolce riso

m’aveano, et sì diviso

da l’imagine vera,

ch’i’ dicea sospirando:

Qui come venn’io, o quando?;

credendo esser in ciel, non là dov’era.

Da indi in qua mi piace

questa herba sì, ch’altrove non ò pace.

Se tu avessi ornamenti quant’ài voglia,

poresti arditamente

uscir del boscho, et gir in fra la gente.

## Analisi
La canzone è divisa in 5 stanze di 13 versi ciascuna (4 endecasillabi e 9 settenari). Ogni stanza è divisa in fronte (contenente due piedi), chiave e sirma (divisa in 1ª e 2ª volta). Il componimento termina con un congedo di tre versi (2 endecasillabi e 1 settenario). Lo schema delle rime è: abCabCcdeeDfF (DfF per il congedo).
La canzone ha la forma di un dialogo rivolto al luogo, Valchiusa, che ha visto gli incontri del poeta con Laura e dov'egli si augura di potere un giorno essere sepolto. I vari elementi naturali (acque, erbe, fiori e così via) sembrano recare ancora l'impronta della donna e la evocano con intensità alla memoria (v. 41). L'animo del poeta oscilla tra il ricordo dolce di giorni passati e l'anticipazione dolce-amara di quando sarà già morto: allora forse Laura tornerà in questo luogo, lo cercherà invano e, scoprendone la tomba, implorerà dal Cielo pietà verso di lui.

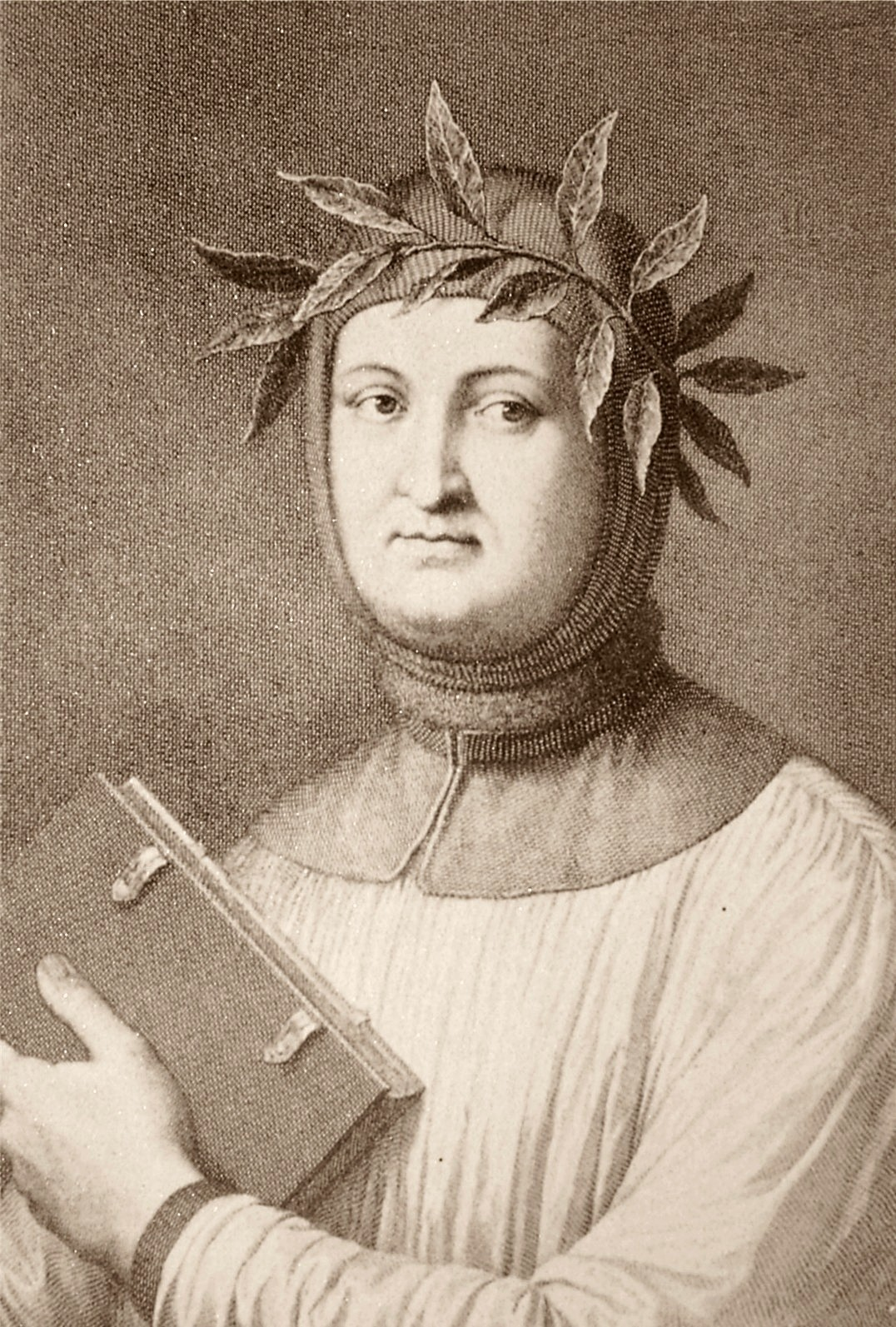
Francesco Petrarca

Nella canzone perciò si alternano il passato (strofe 1, 4, 5) e il futuro (2 e 3). Alle strofe, com'è consuetudine nella canzone, segue un umile congedo di tre versi, con cui l'autore saluta la sua poesia nel momento in cui l'affida alla lettura del pubblico («la gente»).

### Figure retoriche
Varie sono le figure retoriche che accompagnano il testo, grazie a cui viene conseguita la raffinata armonia di questo poema.
- una sinestesia al primo verso: «chiare, fresche et dolci acque»;
- anafore: «qual ... qual ... qual» (vv. 46-47 e 50-51);
- varie metafore: «il cor m'aperse» (v. 11); «la fera bella et mansueta» (v. 29);
- similitudine (vv.46-48 )
- personificazioni: «parea dir: Qui regna Amore» (vv. 52); «se tu avessi [...] gente» (vv. 66-68);
- una paronomasia ai vv. 33-34: «pieta ... pietre»;
- apostrofe: «acque ... ramo ... herba e fior ... aere» (vv. 1-11);
- numerosissime anastrofi: «le belle membra / pose» (vv. 2-3); «il cor m'aperse» (v. 11); «ch'Amor quest'occhi lagrimando chiuda» (v. 16); «il meschino / corpo fra voi ricopra» (vv. 17-18); «torni l'alma» (v. 19); «questa spene porto» (v. 21); «torni la fera» (v. 29); «mercé m'impetre» (v. 37); «mi piace / questa herba» (v. 64-65);
- perifrasi: «colei che sola a me par donna», ovvero Laura (v. 3).
- antitesi: «in ciel, non là dov'era» (v. 63).
- numerosi enjambement (vv.7/8, 17/18; 34/35; 59/60; 64/65; 67/68).
- un polisindeto: «e 'l volto e le parole e 'l dolce riso» (v. 58)
- un endiadi: «vago errore» (v. 51)

## Interpretazione
Chiare, fresche et dolci acque si costruisce su un sapiente andirivieni spazio-temporale: l'animo del poeta oscilla infatti tra il ricordo dolce di giorni passati e l'anticipazione dolce-amara di quando sarà già morto.
La prima strofa si incentra sulla descrizione di Laura immersa nell'acqua, attorniata da un ridente paesaggio. È proprio quest'ultimo il muto interlocutore con cui interagisce Petrarca, cui chiede udienza essendo l'unico testimone degli eventi raccontati. Il paesaggio (che riflette fedelmente il topos del locus amoenus) si lega armoniosamente con la donna amata, che valorizza ulteriormente gli elementi naturali circostanti: è in questo modo che l'aere è sacro e il ramo diviene gentile, così come «herba et fior'» che si lega indissolubilmente con l'«angelico seno».
La seconda e la terza strofa, invece, s'incentrano su un sentimento imminente di perdita. Infatti, dalla natura che richiama l'esperienza vivificatrice dell'amore si origina il pensiero della morte: Petrarca si augura che le sue spoglie vengano sepolte proprio sul luogo del lontano incontro con Laura, che quest'ultima lo cercherà invano e, scoprendone la tomba, implorerà dal Cielo pietà verso di lui. La poesia quindi si tinge di una densissima sfumatura di disperazione, seppur non sia stata redatta nel periodo senile del poeta.
Nella stanza successiva, il poeta ritorna a rievocare nostalgicamente il passato. Petrarca torna a riflettere su Laura, cinta da una nuvola «amorosa» di fiori che raffigura poeticamente la Beatrice del Paradiso dantesco. Nell'ultima strofa, invece, viene ripreso un tema assai caro al Dolce stil novo: l'angelicazione della donna. Laura viene infatti proiettata in una dimensione divina, diventando una creatura capace di mediare fra Dio e il Poeta, che sente di essere in cielo.

### Annotazioni
1. ↑  Vi sono state alcune controversie nell'interpretazione del termine «seno». L'esegesi di alcuni critici suggerisce che si tratti di una piega (del vestito), anche se ormai pare un inutile tentativo di censurare la posizione di Laura, stesa a seno nudo sull'erba.
2. ↑  Probabilmente, con «amoroso» Petrarca intendeva dire che la nuvola di fiori che adorna Laura è un segno del suo amore. Non è da escludere, tuttavia, l'ipotesi che sia Amore in persona a gettarle i fiori: in fondo, nel poema natura e Amore coincidono.
3. ↑  Di seguito la citazione che esemplifica i sentimenti di Petrarca alla visione di Laura:

«Cosí carco d’oblio / il divin portamento / e ’l volto e le parole e ’l dolce riso / m’aveano, et sí diviso / da l’imagine vera / ch’i’ dicea sospirando: / Qui come venn’io, o quando?; / credendo esser in ciel, non là dov’era.»

### Fonti
1. ↑  Fenzi, p. 455.
2. ↑  Elwert, p. 309.
3. 1 2   Francesca Mondani, Chiare, fresche et dolci acque: metrica, parafrasi e analisi, su sapere.virgilio.it, 23 febbraio 2025. URL consultato il 27 marzo 2025 (archiviato il 28 marzo 2025).
4. ↑  Tellini, p. 56.
5. 1 2 3   Tommaso Salvatore, Analisi del testo: “Chiare, fresche et dolci acque” di Francesco Petrarca, su fareletteratura.it, Fare Letteratura, 13 giugno 2014.